# Thomas Stanley Westoll
Thomas Stanley Westoll, genannt Stanley, (* 3. Juli 1912 in  West Hartlepool; † 19. September 1995 in Newcastle upon Tyne) war ein britischer Paläontologe. Er war Professor an der Newcastle University.

## Leben
Westoll studierte ab 1929 am Armstrong College, der späteren Newcastle University. 1932 erhielt er dort seinen Bachelor-Abschluss in Geologie und 1934 wurde er über fossile Fische des Perm in Großbritannien promoviert. Als Post-Doktorand studierte er fossile Fische in Europa und Nordamerika (u. a. mit einer DSIR Senior Research Fellowship und einer 1851 Exhibition Research Fellowship). 1937 wurde er Lecturer für Geologie an der University of Aberdeen. Er wurde 1948 Professor in Newcastle (J. B. Simpson Professor am King’s College) und stand 1948 bis zu seiner Emeritierung 1977 der Fakultät für Geologie vor. Auch im Ruhestand forschte er weiter als Leverhulme Fellow.
Frühe Arbeiten betrafen die Cosmin-Bedeckung von Schuppen und Knochen des Kopfes von Osteolepis und Dipteris, was auch zur Klärung von deren Taxonomie beitrug. Er untersuchte die Evolution von Lungenfischen und Quastenflossern, die Entwicklung der Flossen von Placodermi und schrieb eine grundlegende Monographie zu Haplolepidae (eine ausgestorbene Familie von Knochenfischen aus dem Oberkarbon), die nach der Laudatio der Royal Society bei seiner Aufnahme 1952 einen neuen Standard in der Taxonomie fossiler Fische setzte. Neben seinen Arbeiten zu fossilen Fischen leistete er wichtige Beiträge zur stammesgeschichtlichen Entwicklung von Gaumen und Mittelohr, zur frühen Entwicklung der Tetrapoden und deren Gliedmaßen und von Captorhinidae. Er war auch ein erfahrener Geologe und behandelte geologische und stratigraphische Fragen, zum Beispiel zur Silur-Devon Grenze und zur Stratigraphie des Old-Red-Sandsteins besonders am Moray Firth und in Caithness.
Er erstbeschrieb Eusthenopteron traquairi (1937) im Frasnium von Elgin (Moray) in Schottland und führte mit Andrews die Ordnung Rhizodontiformes ein. Die fossile Gattung von Fleischflossern Westollrhynchus und die Palaeonisciformes-Gattung Westollia ist ihm zu Ehren benannt.
Westoll war Fellow der Royal Society (ab 1952 und 1966 bis 1968 in deren Rat), der Royal Society of Edinburgh (1943) und der Geological Society of London, deren Präsident er 1972 bis 1974 war. Er war Ehrenmitglied der Society of Vertebrate Paleontology (1976). 1968 erhielt er die Murchison-Medaille, 1977 die Clough Medal der Edinburgh Geological Society und 1978 die Linné-Medaille. 1966 bis 1968 war er Präsident der Palaeontological Association. 1979 wurde er Ehrendoktor (L.L.D.) in Aberdeen.
Zu seinen Schülern zählt Alick Walker.